# Chevron (Stoumont)
Pour les articles homonymes, voir Chevron.
Chevron (en wallon Tchèvron) est une section de la commune belge de Stoumont située en Région wallonne dans la province de Liège.
C'était une commune à part entière avant la fusion des communes de 1977.

## Géographie

### Situation et description
Situé à 350 mètres d'altitude dans un paysage accidenté et verdoyant, Chevron domine la vallée de la Lienne, autrefois connue pour ses roches, ses fonderies et ses mines de manganèse. L'essentiel de sa superficie est occupé par des prairies et de vastes forêts où les résineux dominent[réf. souhaitée].

### Hameaux
Les hameaux de Chevron sont : Bru, Chauveheid, Habiémont, Les Forges, Neucy, Oufny, Picheux et Neuville.

## Évolution démographique
- Sources : INS, Rem. : 1831 jusqu'en 1970 = recensements, 1976 = nombre d'habitants au 31 décembre.

## Histoire
Ce village ardennais a appartenu à la principauté de Stavelot jusqu'à la Révolution française[réf. nécessaire].
Au XVIIe siècle des sorcières sont exécutées à Chevron.

## Patrimoine
En 2011, la salle des fêtes de Chevron est partiellement démolie afin d'être reconstruite.
Parallèlement, l'ancienne maison communale laissée à l'abandon pendant plusieurs années est rénovée. Le bâtiment neuf servira de crèche.

## Économie
Chevron possède de nombreuses sources d'eaux minérales réputées[Lesquelles ?]. La plus connue se trouve à Bru, un hameau de Chevron.

## Cimetière
Le cimetière de Chevron se situe au centre du village. Nelly Kristink y est inhumée.